# 石寶德
石寶德男爵（英語：Malcolm Shepherd, 2nd Baron Shepherd，1918年9月27日—2001年4月5日）前英國上議院議員，英國工黨黨籍。歷任英國上議院反對黨副首席黨鞭、上議院副議長、上議院反對黨首席黨鞭、上議院執政黨首席黨鞭。1967年改任英國聯邦事務部次官，1968年至1970年任上議院副領袖。1970年至1974年任上議院反對黨副領袖。1974年至1976年任掌璽大臣及上議院領袖。

## 訪港期間炸彈恐襲升級
石寶德在六七暴動期間的1967年10月13日以聯邦事務部次官身份抵達香港訪問8天，期間與立法局、市政局各議員會面討論香港形勢，探討推行香港政制及民生改革，石寶德訪港期間提議港府立法縮短勞工工時，該建議受到勞工團體好評。可是自1967年7月在香港發動連串炸彈襲擊的「港九各界同胞反對港英迫害鬥爭委員會」等左派組織份子在石寶德到訪期間將炸彈恐襲升級，在他途經的地點投放超過600枚又稱「土製菠蘿」的真假炸彈，包括在來往啟德機場的道路放置炸彈，還利用左派中學的師生參與炸彈恐襲。10月21日，左校教師關瓊，帶同兩名女生陳婉茹、李桂芬進行擺放真假炸彈的活動。這兩名女生假裝在路上散步，在旺角界限街與太子道交界放下疑似爆炸品，但該恐怖活動被駕駛私家車路過的警察識破，這兩名女生登上左校教師安排的一輛白牌車企圖逃離現場時，與白牌車司機邱志平一同被警方拘捕。被所就讀的左校訛騙的涉案女生後來方被告知交給她放置的實為一枚真炸彈，有一名負責移除炸彈的英軍軍火專家因炸彈爆炸受傷，該女生稱如果早知擺放的是真炸彈一定不會參與行動，現在她感到悔疚。
石寶德訪港期間，香港島灣仔區交通部警察周湛樵駕駛電單車替其座駕開路，曾經在路上遇到一名穿著白衣﹑藍褲典型左派學校學生打扮的少年投擲土製炸彈，周察覺遇襲時已經來不及閃避，這枚裝滿鐵釘及玻璃碎的炸彈在他附近爆炸，炸彈的碎片插滿他的雙腿，周湛樵負傷拔出手槍瞄準投彈的少年，周形容當時真是想一槍打死他，但因為想到這個左派學校的學生是受人唆擺，不忍心開槍，故沒有開火射擊。
由於左派份子發動的炸彈恐怖襲擊加劇並已造成大量無辜市民死傷，香港總督戴麟趾爵士當時正考慮加重恐怖活動相關罪行的刑罰，包括將放炸彈的兇徒處以死刑，港督戴麟趾與聯邦事務部次官石寶德到訪會面時曾經討論打擊恐怖活動的議題，不過石寶德對於香港計劃通過立法以死刑打擊恐怖活動則有所保留。

## 外部連接
- 六七暴動.香港.45週年 （页面存档备份，存于）
- 六七暴動—陳婉茹 （页面存档备份，存于）

 维基共享资源上的相關多媒體資源：石寶德